# Tichelpolder
De Tichelpolder is een voormalig waterschap in de provincie Groningen.
De polder lag ten zuiden van Garrelsweer, tussen de Oude Wijmers en de Enzelenzermeedweg. De noordgrens lag bij het Stadsweg en de zuidgrens lag ongeveer 1 km zuidelijker. De molen van het schap, die uitsloeg op een sloot die uitmondde in het Damsterdiep, stond aan de Enzelenzermeedweg.
Waterstaatkundig gezien ligt het gebied sinds 2000 binnen dat van het waterschap Noorderzijlvest.

## Naam
De naam verwijst naar de afgetichelde (= afgegraven) gronden, waarvan de klei gebruikt is voor het bakken van tichels (= bakstenen).